# Isocarena
L'isocarena è ognuna delle carene di medesimo volume che possono essere presenti in un galleggiante. Esse permettono di spostare i pesi di bordo senza modificarne il valore totale.
Un'isocarena è soggetta a inclinazione isocarenica, ovvero durante l'oscillazione il volume di carena che si immerge da un lato è uguale al volume di carena che emerge (si asciuga) dall'altro. Nel caso di galleggianti isocarenici, la zona, cioè il volume tra due diversi piani di galleggiamento, risulta nulla.